# GPE Palmtop Environment
Die GPE Palmtop Environment (GPE) ist eine freie GUI-Umgebung für PDAs die unter einem GNU/Linux-Betriebssystem laufen.
GPE benutzt das X Window System und GTK+. Unter den momentan unterstützten Geräten sind zum Beispiel der Compaq iPAQ und der Sharp Zaurus.
GPE ist kein einzelnes Stück Software, sondern eine komplette Desktop-Umgebung, zusammengestellt aus Komponenten, die es ermöglicht einen GNU/Linux-PDA für Standard-Aufgaben aus dem Bereich des Personal Information Managements (PIM) zu benutzen. Außerdem stellt GPE Entwicklern die nötige Infrastruktur zur Verfügung. Neben der Bereitstellung von Systembibliotheken legt GPE auch Standards für das Zusammenspiel von Programmen wie z. B. SQL, XML und andere Datenstrukturen fest.